# 2824 Franke
2824 Franke (1934 CZ) là một tiểu hành tinh vành đai chính được phát hiện ngày 4 tháng 2 năm 1934 bởi Reinmuth, K. ở Heidelberg.